# Kloster La Grâce-Dieu (Aunis)
Das Kloster La Grâce-Dieu (Aunis) (Gratia Dei; nicht zu verwechseln mit Kloster La Grâce-Dieu (Franche-Comté) im Département Doubs und Grace Dieu Abbey in Wales) ist eine ehemalige Zisterzienserabtei in der Gemeinde Benon im Département Charente-Maritime, Region Nouvelle-Aquitaine, in Frankreich. Es liegt rund 27 Kilometer östlich von La Rochelle und sieben Kilometer südwestlich von Courçon in der historischen Landschaft Aunis.

## Geschichte
Das Kloster wurde 1135 oder 1136 auf einem Gelände, das der Graf des Poitou und Herzog von Aquitanien Wilhelm X. gestiftet hatte, von Bernhard von Clairvaux gegründet. Es war ein Tochterkloster der Primarabtei Clairvaux. Es beteiligte sich, teils gemeinschaftlich mit dem Kloster St-Léonard-des-Chaumes, an der Trockenlegung der Moore von Andilly und La Brie und am Bau des Kanals de la Brune. Sein Wohlstand gestattete die Tochtergründung von Kloster Charron und die Errichtung der Priorate La Névoire und Rioux. 1395 und 1599 wurde das Kloster angezündet und zerstört. Anfang des 18. Jahrhunderts wurde es restauriert. In der Französischen Revolution wurde die Abtei 1791 aufgelöst und anschließend verkauft. Die Kirche wurde abgebrochen. Das Kloster, das heute im Eigentum der Familie de la Motte-Rouge steht, besaß ein Stadthaus in La Rochelle.

## Bauten und Anlage
Die abgebrochene Klosterkirche war 41 m lang und 11 m breit. Erhalten hat sich der Mönchsflügel der Klausur mit dem Kapitelsaal, dem Parlatorium und dem Mönchssaal und der Treppe zum Dormitorium, ebenso das Abtshaus aus dem Jahr 1709 und das Taubenhaus.